# Tufão Goni (2020)
O tufão Goni, ou Rolly, foi um poderoso ciclone tropical muito severo de categoria 5 que atingiu a costa das Filipinas e também no Vietnã como uma tempestade tropical e se tornou o ciclone tropical mais forte já registrado por ventos de 1 minuto, superando o recorde anterior de Haiyan e Meranti. Posteriormente, o recorde de ventos e a pressão, foram superados pelo Tufão Surigae meses depois. Foi a vigésima segunda depressão, décima-nona tempestade nomeada, nono tufão e o segundo supertufão da Temporada de tufões no Pacífico de 2020.
Goni se originou como uma depressão tropical na porção sul de Guam em 26 de outubro, sendo classificada então como tempestade tropical em 27 de outubro. No dia seguinte, Goni intensificou-se explosivamente no mar das Filipinas, tornando-se um tufão de categoria 5 em 30 de outubro. Goni se manteve nesta categoria por mais de um dia, antes de fazer landfall em Catanduanes na intensidade máxima, com ventos sustentados de 10 minutos a 220 km/h (140 mph), e ventos sustentados de 1 minuto de 315 km/h (196 mph), com uma pressão central mínima de 905 mbar (26.7 inHg). Foi o segundo ciclone tropical mais intenso observado em todo o mundo em 2020, depois do ciclone Yasa, e um dos ciclones tropicais mais intensos já registrados.
Após seu primeiro desembarque, Goni enfraqueceu rapidamente enquanto se mudava para as Filipinas. A tempestade trouxe fortes inundações repentinas para Legazpi, bem como um fluxo lahar do vulcão Mayon próximo. Houve cortes generalizados de energia, bem como linhas de transmissão e energia danificadas em Bicol. As colheitas também foram fortemente danificadas. Mais de 390.000 de pessoas foram evacuadas  Devido à extrema velocidade do vento do tufão, dois abrigos de evacuação tiveram suas coberturas perdidas. Detritos e lahars também bloquearam várias estradas, além de tornar a ponte Basud intransitável. No Vietnã, onde Goni atingiu o continente como uma depressão tropical, ocorreram inundações em várias áreas, bem como estradas erodidas e danificadas. Isso exacerbou as enchentes do Vietnã Central em 2020, causando cerca de ₫ 543 bilhões (US$ 23,5 milhões). Ao todo, o tufão matou pelo menos 32 pessoas e causou pelo menos $ 20 bilhões (US$ 415 milhões) de danos. A pandemia de COVID-19 também preocupou as pessoas nos centros de evacuação.
Depois que Goni se mudou para o Mar da China Meridional, ele se tornou uma tempestade tropical. Ele começou a se mover geralmente para o oeste em direção ao Vietnã. Acabou chegando ao país no final de 5 de novembro como uma depressão tropical, trazendo fortes chuvas e ventos fortes. A ajuda internacional de vários países, bem como das Nações Unidas, ocorreu logo após o tufão se afastar das Filipinas. O alívio incluiu doações que totalizaram até US$ 11,48 milhões e proteção contra a pandemia, entre outros itens. Devido aos danos causados pelo tufão, os nomes Goni e Rolly foram aposentados.

## História da tormenta
Depois que o tufão Molave devastou as Filipinas, a Agência Meteorológica do Japão (JMA) anunciou a formação de uma nova depressão tropical no Oceano Pacífico, a oeste das Ilhas Marianas, em 27 de outubro. Dada a sua proximidade com a Área de Responsabilidade das Filipinas (PAR), junto com sua trilha prevista para o oeste, a Administração de Serviços Atmosféricos, Geofísicos e Astronômicos das Filipinas (PAGASA) também começou a emitir pareceres sobre o sistema recém-formado. No dia seguinte, o Joint Typhoon Warning Center (JTWC) também acompanhou e atualizou o sistema em uma depressão tropical. A tempestade teve boa vazão e estrutura quando se aproximou do PAR.

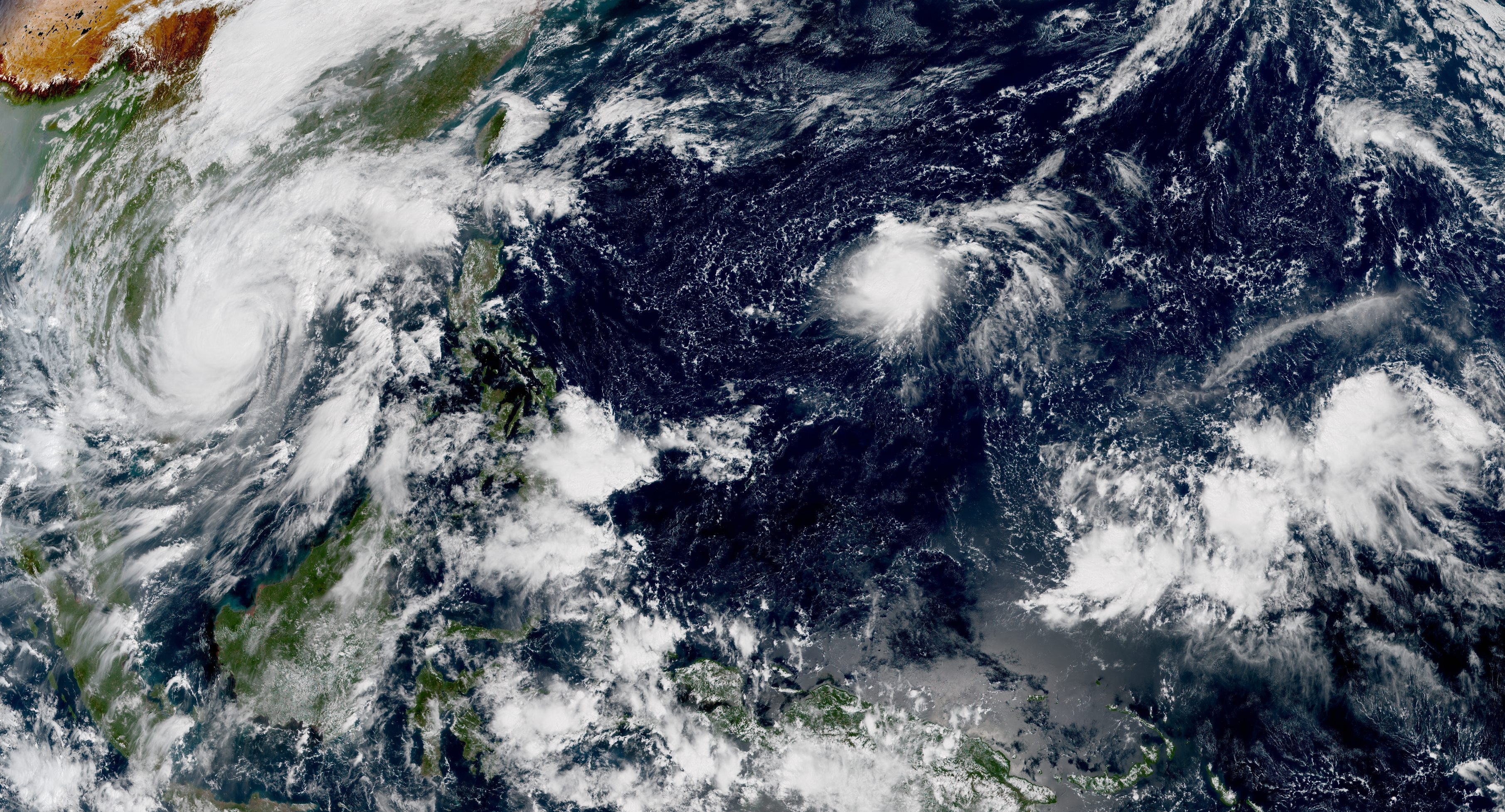
Três ciclones tropicais presentes no oeste do Oceano Pacífico simultaneamente em 28 de outubro. Da esquerda para a direita: Molave, Goni e uma área de baixa pressão que mais tarde se tornou Atsani (no canto inferior direito)

Como o sistema continuou seguindo para oeste em condições favoráveis no Oceano Pacífico, o JMA e o JTWC transformaram o sistema em uma tempestade tropical, com o JMA atribuindo o nome de Goni ao sistema de intensificação. O PAGASA seguiu com uma atualização para uma forte tempestade tropical algumas horas depois. Devido às águas quentes em torno da tempestade, o sistema sofreu uma rápida intensificação e tornou-se um tufão em 29 de outubro. No dia 29 de outubro, às 09:30 UTC, Goni entrou no PAR e foi nomeado Rolly pelo PAGASA. No dia seguinte, o sistema foi declarado como um supertufão pelo JTWC algumas horas depois, o segundo supertufão da temporada, antes de se intensificar no primeiro supertufão equivalente de Categoria 5 da temporada às 06:00 UTC em 30 de outubro. Depois de passar por um breve ciclo de substituição da parede do olho em 31 de outubro, que é um processo típico para uma tempestade de alta intensidade, ele retomou a intensificação, com o JTWC, JMA e o ramo de análise de satélite todos avaliando números T da técnica de Dvorak de 8,0, o mais alto na escala. Nesta base, o JTWC estimou ventos sustentados de 1 minuto em 315 km/h (196 mph), empatando com Haiyan em 2013 e Meranti em 2016 como a maior estimativa confiável no hemisfério oriental. Enquanto isso, o JMA estimou uma pressão barométrica central de 905 mbar (26.7 inHg) para a tempestade, enquanto o JTWC estimou uma pressão central mínima de 884 mbar (26.1 inHg).

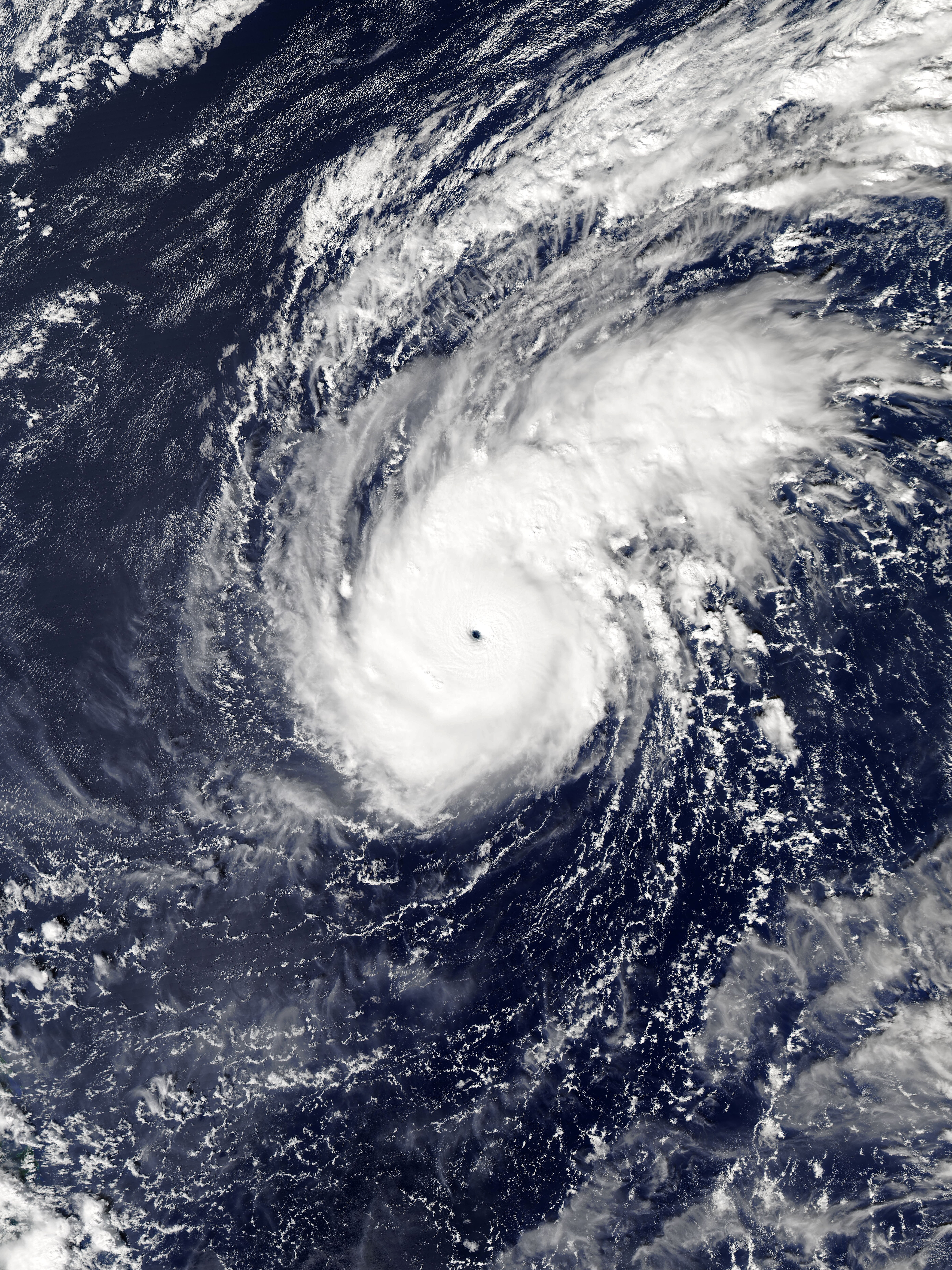
O tufão Goni perto de sua intensidade de pico inicial e sobre o mar das Filipinas em 30 de outubro de 2020, mostrando um olho de alfinete muito claro

Às 18:00 UTC em 31 de outubro, horas antes do primeiro desembarque de Goni, PAGASA informou que a tormenta se transformou em um supertufão. Esta foi a segunda vez que o PAGASA declarou um sistema como um supertufão desde a introdução da escala revisada de intensidade de ciclone tropical, sendo na primeira Haima em 2016. Esta é também a segunda vez que o nível mais alto de alerta de vento, Sinal #5, foi usado nas Filipinas de acordo com os sinais de vento de ciclone tropical revisados.
Às 20:50 UTC em 31 de outubro, Rolly atingiu a costa em Bato, Catanduanes, Filipinas, no pico de intensidade, como uma supertufão de categoria 5. O JMA e o PAGASA relataram ventos sustentados de 10 minutos de 220 km/h (140 mph) e 225 km/h (140 mph), respectivamente, enquanto o JTWC estimou ventos sustentados de 1 minuto de 315 km/h (196 mph) no momento do desembarque. Por ventos sustentados de 1 minuto, isso fez de Goni o ciclone tropical mais forte já registrado em qualquer lugar do mundo, sendo superada a pressão pelo Tufão Surigae, que obteve 895 hPa 2 anos depois. Rolly fez landfalls adicionais em Tiwi, Albay às 23:20 UTC e San Narciso, Quezon às 04:00 UTC, em 1 nde novembro. Ele então fez seu quarto e último desembarque nas Filipinas em Lobo, Batangas às 09:30 UTC. A interação com a terra, além de um aumento no cisalhamento do vento, fez com que Rolly se enfraquecesse rapidamente e emergisse sobre o Mar da China Meridional como uma tempestade tropical mínima.
Antes de sair do PAR, Goni se reintensificou ligeiramente, mas o desenvolvimento posterior foi prejudicado por condições desfavoráveis. O sistema saiu do PAR às 12:00 UTC (20:00 PHT) em 3 de novembro.

## Preparativos e alertas sobre Rolly

### Filipinas

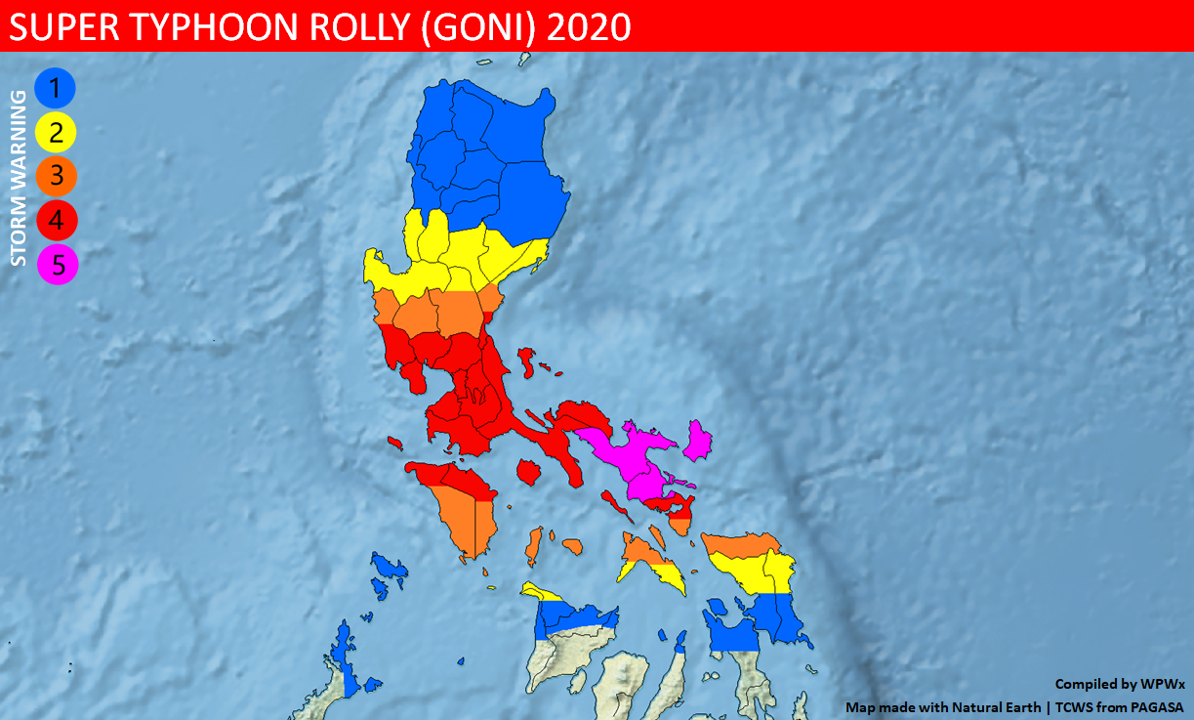
TCWS mais alto levantado pelo PAGASA nas Filipinas antes do tufão Goni

O Conselho Regional de Gestão e Redução de Risco de Desastres de Bicol (RDRRMC) emitiu uma política de proibição de velas que foi colocada em prática em 29 de outubro. A Guarda Costeira filipina parou de conceder autorizações de viagem a navios com destino à Ilha Polillo. Em 30 de outubro à 0:00 UTC, as autoridades de Quezon colocaram a província em alerta vermelho em preparação para a tempestade, o que exige que as equipes de operação e monitoramento estejam disponíveis o tempo todo à medida que o tufão se agrava. Ao mesmo tempo, a Equipe de Gerenciamento de Incidentes da Camarines Norte começou a evacuar 35.000 famílias, cerca de 159.000 pessoas, de áreas de alto risco, incluindo vilas costeiras dentro da capital da baía da província, Daet. No mesmo dia, o NDRRMC lançou um alerta vermelho em todo o país em preparação para o impacto da tempestade.
O Instituto de Pesquisas de Medicina Tropical, um dos maiores laboratórios de testes de amostras COVID-19 do país, anunciou a suspensão temporária das operações em 1 e 2 de novembro, a fim de mitigar danos às suas instalações e equipamentos. À medida que o tufão se aproximava do país, o Instituto Filipino de Vulcanologia e Sismologia emitiu avisos alertando sobre a possível contaminação lahar de rios próximos e áreas de drenagem perto do Monte Pinatubo, do Vulcão Mayon e do Vulcão Taal.

Animação de satélite do tufão Rolly atingindo a ilha de Catanduanes em 31 de outubro

Na manhã de 31 de outubro, menos de 24 horas antes do tufão atingir a costa, o PAGASA emitiu um sinal de alerta de ciclone tropical nº 3 para Catanduanes, com o mesmo sinal sendo emitido para as porções nordeste de Albay e Camarines Sur algumas horas depois. Os governos locais em Camarines Sur começaram a evacuações forçadas, com o Conselho Provincial de Gestão e Redução de Risco de Desastres da província esperando a evacuação de 20.000 famílias antes do meio-dia. Ao meio-dia, o governo Camarines Norte evacuou 6.645 indivíduos de 75 aldeias, de um total planejado de 159.000. Pacotes de alimentos no valor de 8,3 milhões, itens não alimentares no valor de 26,42 milhões e 3 milhões em fundos stand-by foram preparados na região de Bicol pelo Departamento de Bem-Estar Social e Desenvolvimento, juntamente com agências locais de resposta a desastres. Centros de evacuação em Aurora também foram preparados, com alguns prédios escolares designados para serem usados como abrigos. Na região metropolitana de Manila, os prefeitos das cidades constituintes começaram seus próprios preparativos para o tufão que se aproxima, como interromper a construção e ordenar o desmantelamento de tendas e outras estruturas externas. O Escritório de Gestão e Redução de Risco de Desastres de Manila preparou barcos de resgate para operações de resgate em potencial.
Ao anoitecer, PAGASA emitiu o primeiro Aviso de ciclone tropical Sinal # 4 do ano em Catanduanes e na porção leste de Camarines Sur, e na porção norte de Albay algumas horas depois. No final do dia, quase um milhão de indivíduos foram evacuados: 749.000 de Albay e 200.000 de Camarines Sur; isso excedeu o número de pessoas evacuadas antes do tufão Haiyan em 2013. A Autoridade do Aeroporto Internacional de Manila anunciou que o Aeroporto Internacional de Ninoy Aquino ficaria temporariamente fechado por 24 horas, começando às 10:00 UTC no dia seguinte. O fechamento de portos deixou 1.300 passageiros presos em Bicol e Eastern Visayas. Muitos centros de evacuação existentes, geralmente quadras de basquete e corredores polivalentes, já estavam sendo usados pelas vítimas da pandemia COVID-19, que complicou a evacuação dos afetados pelo tufão.
No início da manhã de 1 de novembro, horas antes do desembarque de Goni, o PAGASA levantou o Sinal # 5, o sinal de alerta de ciclone tropical mais alto, em Catanduanes, Albay e na porção oriental, e eventualmente em toda a Camarines Sur. Na manhã do primeiro desembarque de Rolly, o PAGASA levantou o Sinal # 4 para a capital do país, Metro Manila. Todas as linhas ferroviárias, incluindo o Manila Light Rail Transit System e o Manila Metro Rail Transit System suspenderam as operações, junto com a EDSA Busway e a PNR Metro Commuter Line.
Um total de 480.174 pessoas foram evacuadas preventivamente em 8 regiões.

### Vietnã
De acordo com o National Center for Hydro-Meteorological Forecasting, a tempestade atingiria as províncias de Da Nang e Phu Yen em 5 de novembro. Em 3 de novembro, apenas dois dias antes do esperado desembarque, os únicos preparativos feitos foram instituir uma política de proibição de velas no caminho da tempestade que afetou cerca de 50.000 barcos de pesca. No dia seguinte, o presidente do Comitê do Povo de Quang Ngai, Dang Van Minh, pediu aos moradores de áreas sujeitas a deslizamentos que evacuassem, enquanto o Comitê Nacional de Prevenção e Busca e Resgate de Desastres mobilizou mais de 64.500 pessoas e 1.718 veículos para operações de resgate.

## Estragos causados por Goni

### Filipinas
Às 20:50 UTC de 31 de outubro, a tormenta fez seu primeiro landfall na Ilha de Catanduanes no pico de intensidade, trazendo ventos violentos e catastróficos para áreas próximas ao olho da tempestade. Pelo menos 25 pessoas morreram, 399 pessoas ficaram feridas e 6 outras desapareceram por causa do tufão. Cerca de 125 cidades e vilas ficaram sem eletricidade após a passagem das tempestades. 1.612.893 indivíduos em 6 regiões foram afetados pelo tufão. Cerca de 16.900 hectares de terras agrícolas foram danificadas, afetando cerca de 18.000 agricultores. Estima-se que 66.000 toneladas de arroz, milho e outras safras de alto valor foram danificadas. Em sua atualização, o NDRRMC disse um total de P8.47 bilhões (US$ 175,44 milhões) de estradas, pontes, sistemas de controle de inundações, escolas e edifícios governamentais foram danificados na Região Administrativa da Cordilheira, Região da Capital Nacional, Ilocos, Vale Cagayan, Luzon Central, Calabarzon (Cavite, Laguna, Batangas, Rizal e Quezon), Mimaropa (Mindoro, Marinduque, Romblon e Palawan), Bicol e Visayas Ocidental.
Os voos e as operações ferroviárias recomeçaram um dia após a chegada do tufão. A partir de 11 de novembro, o NDRRMC relatou $ 12,9 bilhões (US$ 266 milhões) de danos à infraestrutura, junto com $ 5 bilhões (US $ 103 milhões) de danos agrícolas, com um total combinado de $ 17,9 bilhões (US$ 369 milhões). Em 10 de dezembro, o dano total à agricultura e infraestrutura foi estimado em $ 20 bilhões (US$ 415 milhões), e 31 pessoas foram declaradas mortas.

#### Bicol
Às 0:00 UTC), os cortes de energia foram generalizados na Região de Bicol, pois 10 cooperativas de eletricidade relataram uma perda de energia causada por postes elétricos derrubados e linhas de transmissão danificadas. Dois centros de evacuação perderam seus telhados com a força do vento. Em Legazpi, as inundações repentinas atingiram as aldeias locais e as estradas foram bloqueadas por destroços das montanhas e do fluxo lahar do vulcão Mayon. A lahar submergiu pelo menos 180 casas, além de veículos e gado, na localidade de Guinobatan, Tabaco, Santo Domingo e Camalig. A ponte Basud próxima, que conecta o primeiro e o segundo distrito da província, também foi destruída e tornou-se intransitável devido ao lahar, enquanto as famosas ruínas de Cagsawa foram fortemente inundadas. A  Autoridade de Aviação Civil das Filipinas relatou danos significativos ao Aeroporto de Naga e danos moderados ao Aeroporto de Legazpi, junto com a perda de contato com o Aeroporto de Virac, o único aeroporto servindo a ilha de Catanduanes.
Em Albay, pelo menos 14 pessoas morreram na tempestade, uma das quais era uma criança de 5 anos que teria sido levada pela enchente. Em Catanduanes, pelo menos 6 foram mortos. Três foram dados como desaparecidos. Em Pandan, 222 casas parcialmente danificadas foram registradas.

#### Calabarzon
Laguna de Bay transbordou em 6 ft (1.8 m) devido às chuvas trazidas pelo tufão, e quase 3.000 famílias foram forçadas a evacuar. As inundações na cidade de Batangas atingiram os telhados das casas, prendendo pelo menos 300 famílias. O chefe do Conselho de Gestão e Redução de Risco de Desastres de Batangas solicitou mais voluntários de agências governamentais regionais para ajudar na resposta a emergências. As inundações diminuíram por volta das 21:00 PHT de 2 de novembro, com 110 pessoas resgatadas pela equipe local de gestão de desastres.

#### Mimaropa
Em Marinduque, três municípios sofreram inundações, com Santa Cruz sofrendo inundações com mais de 6 pés de altura. pessoa desapareceu enquanto outra ficou ferida depois que o tufão provocou enchentes na província. Em Oriental Mindoro, uma pessoa morreu, enquanto outra foi dada como desaparecida.

### Vietnã
Em 5 de novembro, já rebaixado a depressão tropical, Goni atingiu o sul de Bình Định, tornando-se o quinto ciclone tropical a atingir o país em 30 dias. Uma pessoa em Quảng Ngãi foi arrastada pela enchente em 6 de novembro Outro marinheiro desapareceu no mesmo dia depois que o navio que ele comandava afundou. Vinte casas na província de Quảng Nam foram arrastadas por um rio que transbordou e uma escola foi danificada. Em Bình Định, 22 casas e edifícios foram destruídos por deslizamentos de terra e 108 hectares (270 acres) de terras agrícolas foram danificadas. As inundações inundaram um total de 1.074 casas. As estradas em várias áreas foram danificadas pela erosão e deslizamentos de terra, incluindo partes da rodovia Ho Chi Minh.
Os danos na província de Bình Định de Goni e Etau foram calculados em ₫ 543 bilhões (US$ 23,5 milhões).

## Sobras e contabilidade

### Filipinas
Em 31 de outubro, os funcionários de Cavite declararam a província em estado de calamidade devido aos efeitos do tufão. Em Catanduanes, 90% da infraestrutura foi danificada conforme relatado pela Polícia Nacional das Filipinas, com 10.000 ou cerca de 65% das casas feitas de materiais leves destruídas, e 3.000 ou 20% das casas maiores destruídas ou danificadas. A comunicação com a ilha foi limitada, pois cerca de 80% dos postos de energia e torres de comunicação foram severamente danificados, mas a comunicação com a ilha foi rapidamente restabelecida em 2 de novembro Os danos à safra de abacá na ilha causados pelo tufão são estimados em 400 milhões de libras esterlinas, com outras safras totalizando $ 200 milhões. A perda econômica total com os danos gerais do tufão foi estimada em US$ 1 bilhão.
A cobertura de notícias transmitidas em Goni foi significativamente reduzida em comparação com tufões nos anos anteriores devido ao fechamento da rede de transmissão ABS-CBN, que tinha agências de notícias locais e um forte alcance de sinal em províncias distantes de Manila. Isso causou dificuldades na divulgação de informações sobre Goni para localidades remotas onde apenas a referida rede poderia alcançar, resultando em pessoas reclamando nas redes sociais durante e após o tufão.
Só na região de Bicol, mais de 96.000 famílias ou cerca de 346.000 pessoas estavam em centros de evacuação. 390.028 pessoas foram deslocadas de suas casas e 1.103 passageiros permanecem presos nos portos. Em Aurora, 9.747 pessoas foram deslocadas de suas casas. Cerca de 226 escolas foram danificadas pelo tufão, incluindo 7.169 materiais didáticos e 194 conjuntos de computador; a maioria dos quais estavam dentro do Bicol, mas alguns estavam em Mimaropa e Calabarzon. No total, 68,6 milhões de pessoas foram afetadas pelo tufão Goni de alguma forma, incluindo 724.000 crianças nas áreas mais afetadas.
O NDDRMC já havia recomendado não encher completamente os centros de evacuação para cumprir os regulamentos de distanciamento social para evitar a propagação do COVID-19 antes que o tufão atingisse o país. O Departamento de Saúde recomendou o uso de tendas modulares e triagem de sintomas imediatos em centros de evacuação, enquanto o Secretário de Saúde Francisco Duque III pediu ao governo local para enviar oficiais de segurança para prevenir a propagação da doença. No entanto, muitas instalações de saúde foram danificadas pelo tufão e os profissionais de saúde tiveram dificuldade em chegar aos centros de evacuação devido às inundações. Em Manila, que vinha lutando contra vários surtos de COVID-19, o prefeito Francisco Domagoso disse que a cidade lutava para seguir estritamente os protocolos de saúde nos centros de evacuação. Devido às complicações encontradas ao designar centros de evacuação, o Congresso desde então retomou as negociações sobre a construção de centros de evacuação dedicados.
Em 2 de novembro, oficiais de Camarines Sur colocaram a província em estado de calamidade, com Catanduanes fazendo o mesmo em 4 de novembro.
Durante a 37ª Cúpula da ASEAN em 12 de novembro, o presidente Rodrigo Duterte pediu aos membros da organização que ajudem na luta contra as mudanças climáticas.

### Aposentadoria
Devido aos extensos danos causados pelo tufão nas Filipinas, o PAGASA anunciou que Rolly será excluído da lista rotativa de nomes de tufões e não será mais usado no futuro. Em janeiro de 2021, a PAGASA escolheu o nome Romina como seu substituto para a temporada de 2024.
Após a temporada, o Typhoon Committee anunciou que o nome Goni, junto com outros quatro, serão removidos da lista de nomes, com substituições a serem anunciadas em 2022.